# Diomede III Carafa
Diomede III Carafa (Maddaloni, 1526 – Lecce, 1561) fu il primo duca di Maddaloni e il quarto conte di Cerreto Sannita.

## Biografia
Figlio di Tommaso e di Giovanna Caracciolo, fu nipote di Diomede II Carafa, cui successe in tutela nel 1536 essendo morto il padre in un duello nel 1523.
Nel 1555 prese parte alla Guerra di Siena essendo generale della fanteria assieme al viceré di Napoli Pedro Álvarez de Toledo y Zúñiga. Rimasto fedele a Filippo II di Spagna nonostante papa Paolo IV, suo parente, si unisse all'avversario francese, nel 1558 ottenne come premio il titolo di duca di Maddaloni.
Nel 1541 concesse gli Statuti ai cerretesi, tentando di porre fine alle diverse liti esistenti fra l'Universitas e i feudatari.
Diomede III sposò Roberta Carafa figlia di Antonio principe di Stigliano e di Ippolita di Capua dalla quale però non ebbe figli.
Alla sua morte nel 1561, mancando una discendenza diretta maschile, il viceré del tempo, in nome di Filippo II di Spagna, prese possesso della contea. Nacque però una lite intentata dalla sorella di Diomede, Gerolama, moglie di Fabio Carafa del casato di Stigliano, per far succedere il loro figlio Marzio che, vinta la causa nel 1567, divenne conte di Cerreto e secondo duca di Maddaloni.